# الجبيرية
الجبيرية قرية في منطقة القرداحة في محافظة اللاذقية.